# La Fouly

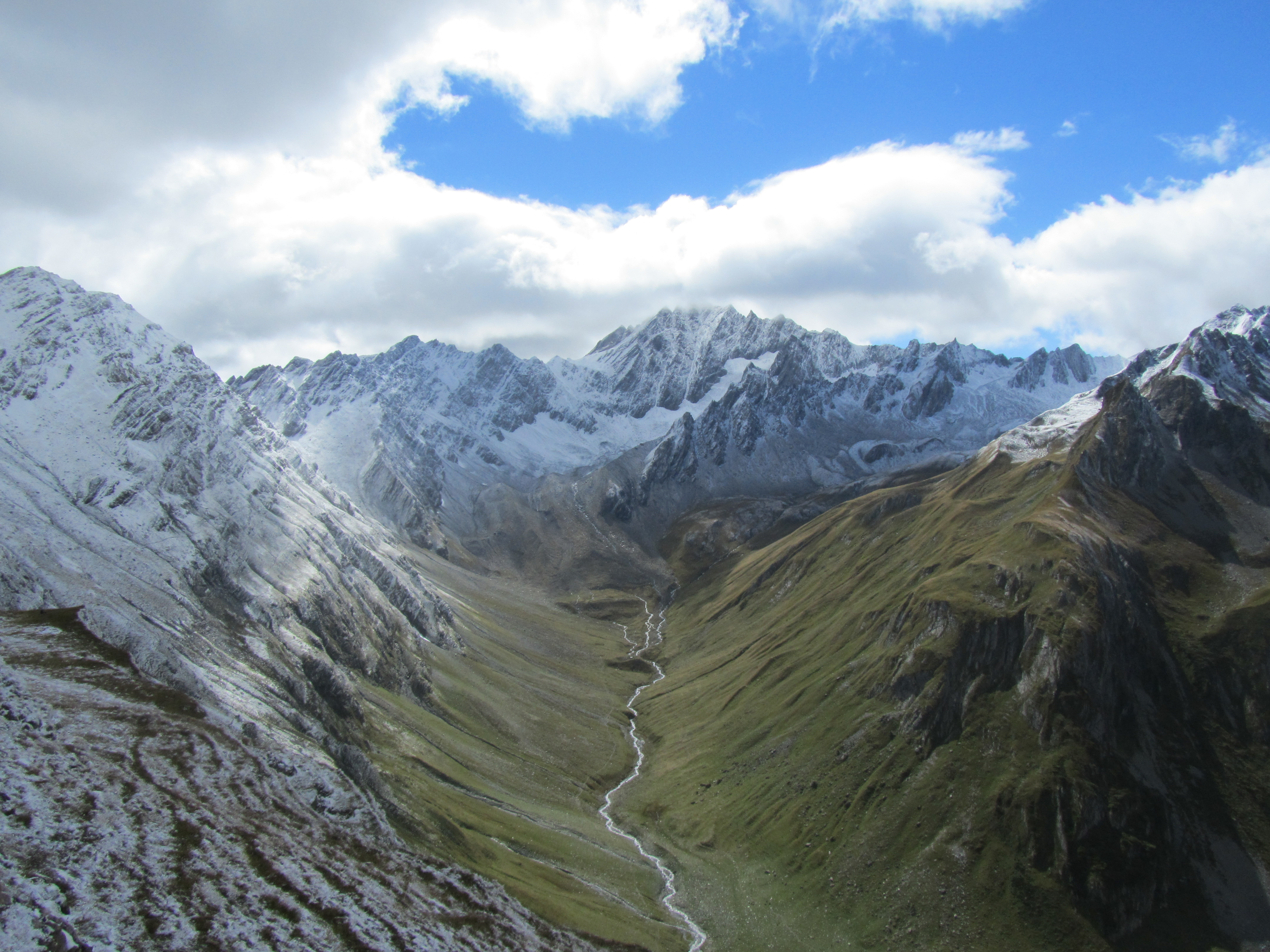
Zicht vanaf de Lac de fenêtre richting de Grand Goliath

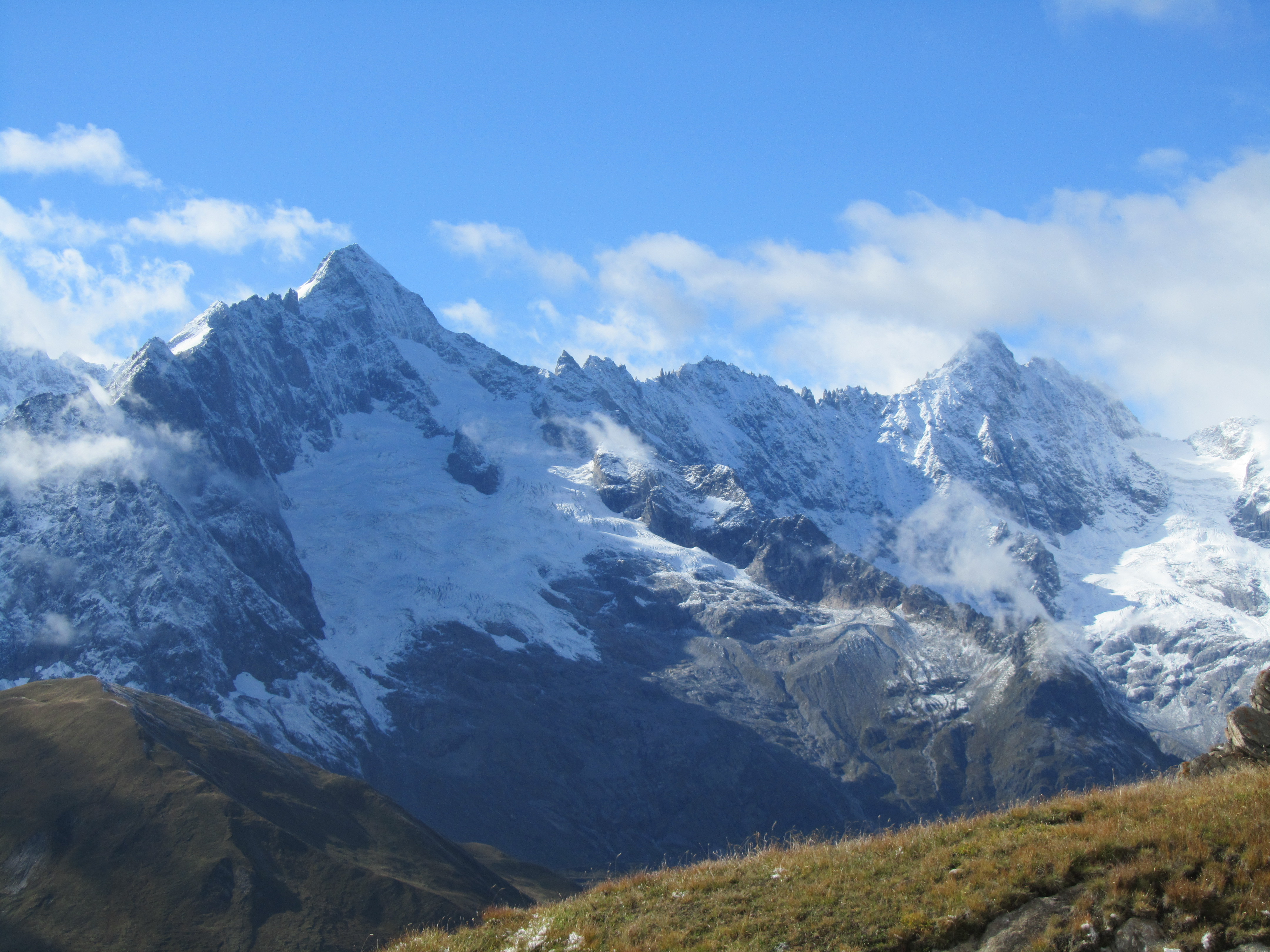
Zicht vanaf de Lacs de fenêtre naar de mont Dolent en de Tout Noir

La Fouly is een klein vakantieoord in de Zwitserse Alpen, in het kanton Wallis, dat hoort bij de gemeente Orsières.
Dit gehucht van Val Ferret (Zwitserland) ligt op 1600 meter boven de zeespiegel, aan de voet van de Mont Dolent (3820 meter) en de Tour Noir (3826 meter), twee pieken van de Mont Blanc. Het dorp heeft 81 permanente bewoners (in 2008) en bestaat uit 100 chalets, 20 appartementen, een paar hotels en een kapel gewijd aan de heilige Nicolaas van Flüe.

## Geschiedenis
La Fouly was een weide van de gemeente Orsières. Er werden stenen huisjes gebouwd voor het verblijf van herders en er werd hooi opgeslagen in schuren. Vandaag de dag wordt een schuur nog steeds gebruikt voor vee.
De opkomst van La Fouly als toeristisch vakantieoord begon in 1925 met de bouw van het Grand Hotel. Er waren weinig chalets tot 1960.
Tijdens zware sneeuwval komen er veel lawines langs de Tour Noir of de Dolent naar beneden op het plateau van la Neuve. In 1999 zijn er zes onbewoonde huisjes gesneuveld.
In de zomer, tijdens gewelddadige stormen, zwellen de beken die daardoor schade veroorzaken aan bruggen. Er waren overstromingen in 1947, 1970 en 1987.
Een beknopt overzicht:
| Jaar      | Gebeurtenis                                                                                   |
| --------- | --------------------------------------------------------------------------------------------- |
| 1925      | Bouw van het "Grand-hotel"                                                                    |
| 1927      | La Fouly wordt aangesloten op het elektriciteitsnet                                           |
| 1928      | Bouw van "Hotel des glaciers"                                                                 |
| 1941      | Bouw van de kapel                                                                             |
| 1951      | Lawine vernielt drie chalets en een groot deel van het lorkenbos op het plateau van L'A Neuve |
| 1955      | Bouw van hotel "Edelweis"                                                                     |
| 1965      | Eerste ankerlift gaat open                                                                    |
| 1969      | Bouw van de stuwdam [water wordt naar de centrale van Emosson gebracht]                       |
| 1981/1999 | Lawine vernielt chalets op het plateau van L'A Neuve                                          |

## Toerisme
Tijdens het zomerseizoen (half juni tot half september) is La Fouly de uitvalsbasis voor heel wat wandelingen en trektochten. De bekendste meerdaagse trektocht die in La Fouly passeert is ongetwijfeld de Tour Du Mont-Blanc.
Lijst met populaire dagtochten:
| Bestemming          | Hoogte | Duur (heen) |
| ------------------- | ------ | ----------- |
| Grand Col Ferret    | 2537 m | 4u          |
| Lacs de fenêtre     | 2400 m | 3u 30       |
| Cabane de l'A Neuve | 2750 m | 4u 30       |
| Petit Col Ferret    | 2490 m | 3u          |

In de winter (tussen Kerstmis en Pasen) kan er in La Fouly ook geskied worden. Eén stoeltjeslift en twee ankerliften geven je toegang tot een 20 tal kilometer goed onderhouden pistes tussen 1600 en 2200 meter. La Fouly is ook een populaire bestemming voor tour skiërs.